# Зелинский, Фаддей Францевич
Фадде́й Фра́нцевич Зели́нский (пол. Tadeusz Stefan Zieliński; 14 сентября 1859 года, д. Скрипчинцы, Киевская губерния — 8 мая 1944 года, Шондорф-ам-Аммерзее, Бавария) — российский и польский антиковед, филолог-классик, переводчик, культуролог, общественный деятель. Профессор Санкт-Петербургского и Варшавского университетов.
Академик Польской Академии наук, почётный академик Российской Академии наук, член-корреспондент Российской, Баварской, Британской Академий наук, Гёттингенского научного общества, почётный доктор многих европейских университетов, в частности, Афин, Гронингена, Оксфорда и Сорбонны.

## Биография
По происхождению поляк. Из дворянского рода, судьба которого прослеживается по документам с XVII в. В первой половине XIX века род обеднел. Дед учёного Адам Зелинский стал арендатором в Киевской губернии, но дал высшее образование своим трём сыновьям. Отец учёного Франц (Франтишек) Зелинский окончил юридический факультет Киевского университета и служил домашним учителем в имении Стефана Грудзинского в Скрипчинцах под Уманью; он женился на старшей дочери хозяина — Людвике (Луизе).
В четыре года Фаддей (Тадеуш) лишился матери из-за её наследственной чахотки. Его отец, перешедший на службу в Санкт-Петербург (1863-й — год Польского восстания), забрал к себе двух детей (Тадеуша и Владислава; первая девочка Мария умерла в возрасте года). Впоследствии отец женился на Анне Николаевне Кутузовой, дочери священника русского посольства в Берлине. В 14 лет Фаддей лишился и отца, его стал опекать дядя Алексей.
В десять лет он был отдан в немецкую гимназию при евангелической церкви Св. Анны (Анненшуле), где зарекомендовал себя лучшим учеником и в последнем классе стал помощником преподавателя. По её окончании в 1876 г. за успехи в учёбе получил трёхгодичную стипендию для обучения в Русской филологический семинарии при Лейпцигском университете, в которой был круглым отличником, благодаря чему продолжил образование в этом же университете, где получил в 1880 году степень доктора философии за диссертацию «Последний год Второй Пунической войны». Затем занимался исследованиями в библиотеках Мюнхена и Вены и пробыл в Италии и Греции около двух лет. В 1882 г. вернулся в Петербург.
В 1883 году защитил магистерскую диссертацию в Санкт-Петербургском университете и с того же года — приват-доцент на историко-филологическом факультете университета. По работе «Членение древнеаттической комедии» (Лейпциг, 1885) в 1887 году защитил диссертацию на степень доктора классической филологии в Дерптском университете.
С 1887 года преподавал древние языки в Петербургском историко-филологическом институте (по 1904 год), жил там же на профессорской квартире. Осенью того же года стал также экстраординарным, а в 1890 г. — ординарным профессором по кафедре классической филологии Санкт-Петербургского университета, которым состоял вплоть до своего отъезда из России в 1922 году. Расцвет педагогической деятельности в столичном университете, по воспоминаниям самого Ф. Ф. Зелинского, пришёлся на 1895—1917 гг. В 1906—1908 годах Зелинский был деканом факультета.
Согласно воспоминаниям Н. П. Анциферова, Зелинский был одним из самых популярных профессоров факультета (М. И. Ростовцев уступал ему), «слушать его собирались студенты всех факультетов». В начале 1900-х также начал преподавать на Высших женских (Бестужевских) курсах, а с 1906 г. — на Историко-литературных и юридических Высших женских курсах Н. П. Раева. Почётный член Московского университета (1909).
Огромное внимание Зелинский уделял популяризации знаний об античности. Помимо многочисленных публикаций он вёл студенческий кружок, куда вкладывал всю свою душу. Профессор получал в работе с молодёжью не только радость научного поиска, но и радость общения. По его собственным словам, «мой кружок … усилившись женским элементом, стал очень представительным». Бестужевки и слушательницы курсов Раева («раички») "…никогда не колебались в верности мне… я стал для них поистине «наш Фаддей Францевич». Многие студентки увлекались научным руководителем, письменно признавались ему в любви, присылали ему локоны волос в письмах. Со своими студентами профессор совершал научные поездки в Грецию, туристические на Южный Урал и т. д., что ещё больше увеличивало авторитет учёного у молодёжи, но наживало ему взрослых врагов.
Академическая жизнь Зелинского не была безоблачной. На факультете имели место интриги. Некоторых врагов Зелинский нажил отрицательными рецензиями. Но очень многие завидовали популярности профессора, распространяли порочащие слухи, а порой просто клеветали. Из-за этого в 1912/1913 г. студенческий кружок фактически распался после самоубийства студентки Субботиной (Автобиография, с. 155). Косвенно эта история отразилась в сказке «Каменная нива» (Иресиона: Аттические сказки).
«Весьма значительны заслуги Зелинского по пробуждению в русской интеллигенции интереса к античной культуре, дискредитированной „классическими гимназиями“ Толстого и Делянова», — отмечает И. М. Тронский в ЛЭ. Зелинский считал своими учениками С. Городецкого и А. Блока. А. А. Блок причислял его к «истинно интеллигентным и художественным людям». Друзьями Зелинского были Вяч. Иванов и И. Анненский. Он лично знал Ф. Сологуба, К. Бальмонта, В. Брюсова, И. Бунина, М. Кузмина, А. Ремизова, а также М. Горького и А. Луначарского. Зелинский интересовался новаторским искусством Айседоры Дункан, произнёс вступительное слово на её вечере в Консерватории 22 января 1913 года, где она в сопровождении оркестра Русского музыкального общества и хора Театра музыкальной драмы исполняла «Ифигению в Авлиде» Глюка. Также он принял участие в судьбе российских последователей Дункан — студии «Гептахор», в связи с чем о нём ходили сплетни.
Некоторое время Зелинский состоял постоянным сотрудником в журнале «Филологическое обозрение», который издавался в Москве, а также печатался в воронежском журнале «Филологические записки».
В 1916 г. он входил в делегацию русских поляков, передавших послу США благодарность в связи с выступлениями президента В. Вильсона в поддержку независимости Польши.
Революцию 1917 г. Зелинский назвал «великой катастрофой». Но он был счастлив тем, что нашёл «третий путь» — не «жалкое существование развалины» в России и не эмиграция. Он обрёл новую родину в только что образованной Польской республике. В 1918 г. он был впервые приглашён профессором и заведующим кафедрой классической филологии в Варшавский университет. Это была командировка с условием возвращения, иначе, по его словам, «дочь стала бы заложницей». В 1920—1922 гг. учёный снова работал в России. В 1921—1922 гг. сотрудничал с Петроградским экскурсионным институтом. Об этом времени пишет в своем дневнике М. Н. Рыжкина: «Холод… Мрак… Закутанный в плащ поверх шубы Зелинский. Пятнадцать окоченевших уродов, теряющихся во мраке и составляющих его аудиторию…» (Автобиография, с. 169—170, прим. 172).
В апреле 1922 г. учёный выехал в Польшу для постоянной работы. Как отмечают, в знак признания заслуг Зелинского провожал на вокзале нарком просвещения Луначарский.
Варшавский университет предоставил учёному квартиру. Зелинский работал в штате университета до 1935 г., и до начала мировой войны в 1939 г. — почётным профессором. В 1934 году принимал участие в монографическом выпуске журнала «Il Convegno», посвящённом В. И. Иванову, написав предисловие о творчестве поэта. В это время он ездит по всей Европе, активно выступает с докладами, получает мировое признание. Являлся членом Германского Археологического института в Риме, Института этрусских исследований во Флоренции, Научного общества во Львове (1920), Варшавского научного общества, Вроцлавского филологического общества и редактором его научного журнала «Эос». В 1930 году в Польше рассматривался вопрос о выдвижении Ф. Ф. Зелинского на Нобелевскую премию по литературе. Ф. Ф. Зелинский стал прототипом профессора Челиньского, героя новеллы «Конгресс во Флоренции» крупнейшего польского писателя межвоенного времени Ярослава Ивашкевича; писатель посвятил Зелинскому стихотворение «Тадеушу Зелиньскому» из поэтического цикла «Возвращение в Европу» (1931).
Профессиональная деятельность Ф. Ф. Зелинского и его благополучная карьера оборвались в 1939 году, когда германские оккупационные войска вошли на территорию Польши и закрыли Варшавский университет. Профессор какое-то время продолжал жить в одном из университетских разбомбленных, полуразрушенных зданий, пока сын Феликс в 1943 году не вывез его в Баварию, где Ф. Ф. Зелинский отдыхал с 1922 года каждое лето. Там же он и скончался 8 мая 1944 г., успев завершить 5-й и 6-й тома «Истории античной религии», материалы к которым в значительной мере погибли в Польше (впервые опубликованы в 1999—2000 гг.).

## Семья, личная жизнь
Жена — Луиза Зелинская-Гибель (1863—1923), брак с 1885 г., балтийская немка.
Сын — Феликс Зелинский (1886—1970). С 1920 г. жил в Шондорфе (Бавария) с женой Карин (1891—1964).
Дочери: Людмила (Амата) Зелинская-Бенешевич (1888—1967), жена крупнейшего византиниста Владимира Бенешевича (1874—1938), расстрелянного в СССР; Корнелия Зелинская-Канокога (1889—1970); Вероника (1893—1942).
Внебрачным сыном Зелинского от Веры Викторовны Петуховой был переводчик, филолог-классик и драматург Адриан Пиотровский (1898—1937), также расстрелянный в СССР.
В 1910 г. у Зелинского начался роман с 18-летней слушательницей Бестужевских курсов Соней Червинской, дочерью Петра Петровича Червинского, земского статистика, публициста. Эта любовь стала для учёного новым сильным импульсом к жизни и творчеству. От Софии Петровны Червинской (1892—1978) у Ф. Ф. Зелинского родились дочери Тамара (1913—2005) и Ариадна (1919—2012). Попытка вывезти их в Польшу весной 1922 г. сорвалась. София Петровна с дочерьми, пережив ряд арестов, поселилась в Ростове-на-Дону, где преподавала иностранные языки в университете. Внуком Софии Петровны является Олег Лукьянченко, журналист, писатель, редактор, автор ряда статей о своём деде, Фаддее Францевиче.

## Признание

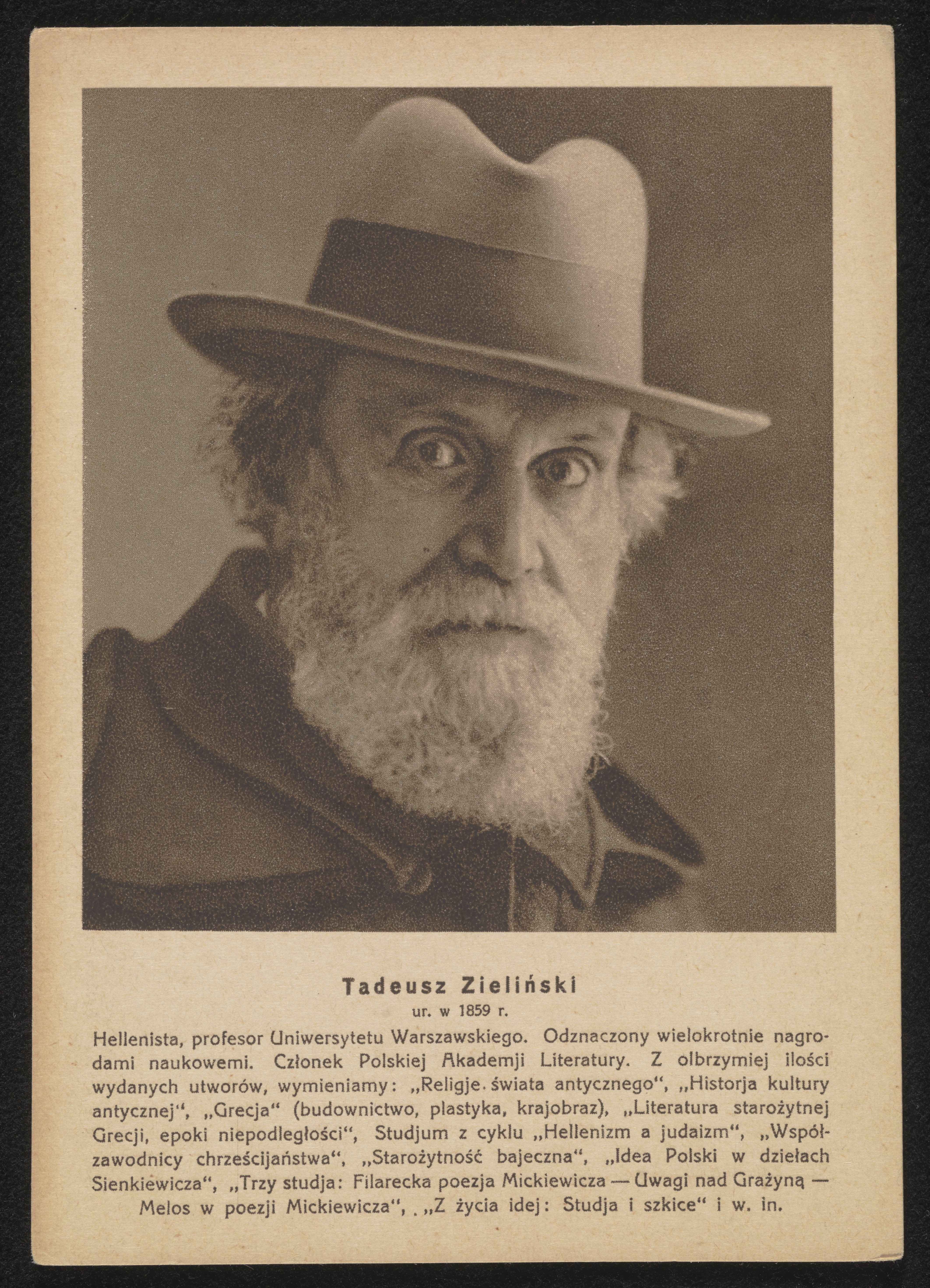
Почтовая карточка с изображением Ф. Зелинского (1933)

Почётный академик Петербургской АН (11.12.1916, член-корреспондент — c 04.12.1893; исключён из АН СССР в 1928 году, впоследствии восстановлен).
Член Польской академии знаний (1907) и Польской Академии Литературы (1933), иностранный член Британской (1923) и Афинской академий (1933). Член Баварской, Прусской, Парижской, Чешской, Румынской академий наук.
Почётный доктор университетов Гронингена (1914), Оксфорда, Афин, Львова, Вильно, Брно, Брюсселя, Познани, Ягеллонского университета в Кракове (1930), Варшавы, Сорбонны и др.
Почётный член Московского университета (1909) и Познанского общества друзей наук (1923); действительный член Научного общества им. Тараса Шевченко во Львове (1920). Варшавского научного общества (1929).
Основатель (1922) и первый председатель (1922—1939) Общества интернационализации латинского языка.
Отмечен Орденами Возрождения Польши III класса (Командор) и II класса (Командор со звездой) (1930), Феникса (Τάγμα του Φοίνικος) II класса (Офицер Золотого креста).
Почётный гражданин Дельф (1933).
Советский филолог А. Ф. Лосев так охарактеризовал Зелинского: «Мой идеал учёного? Думаю, что к идеалу приближается Фаддей Францевич Зелинский, который, во-первых, был в душе поэт-символист, а во-вторых, крупнейший, европейского масштаба, исследователь античности … По-моему, вот это совмещение классика, филолога-классика, поэта и критика замечательно».

## Творчество
Больше всего Зелинский занимался исследованием древнегреческой комедии, преимущественно аттической, которой посвящены его работы на русском, польском, немецком и латинском языках:
- «О синтагмах в древнегреческой комедии» (Санкт-Петербург, 1883, магистерская диссертация);
- «De lege Antimachea scaenica» (Санкт-Петербург, 1884);
- «О дорийском и ионическом стилях в древнеаттической комедии» (Санкт-Петербург, 1885);
- «Die Gliederung der Altattischen Komedie» (Лейпциг, 1885);
- «Die Märchenkomedie in Athen» (П., 1885);
- «Quaestiones comicae» (П., 1887) и др.

Ему принадлежат также издания «Царя Эдипа», «Аякса» Софокла и XXI книги Ливия с русскими примечаниями, статьи по критике текста трагедий Софокла и схолий на них (ЖМНП, 1892) и др.
В римской литературе Зелинский фокусировался в основном на Цицероне, Горации, Овидии.
В 1890 году в журнале А. А. Хованского «Филологические записки» была опубликована статья Зелинского, посвящённая критике и библиографии сочинений Тацита.
Интерес Зелинского сосредоточился главным образом на следующих областях филологического знания:
- Цицерон и его роль в мировой культуре. Наиболее крупные работы его в этой области —
  - издание пятой речи Цицерона против Верреса, перевод речей Цицерона (отчасти в сотрудничестве с Алексеевым, Санкт-Петербург, 1903),
  - «Цицерон в истории европейской культуры» («Вестник Европы», 1896, февраль),
  - «Cicero im Wandel der Jahrhunderte» (Лейпциг, 1897),
  - «Уголовный процесс 20 веков назад» («Право», 1901, № 7 и 8),
  - «Das Clauselgesetz in Ciceros Reden» (Лейпциг, 1904, Supplementband к «Philologus»).
- Гомеровский вопрос:
  - «Закон хронологической несовместимости и композиция Илиады» (сборник «Χαριστήρια», Санкт-Петербург, 1897),
  - «Die Behandlung gleichzeitiger Ereignisse im antiken Epos» (Лейпциг, 1901; Suppl. к «Philologus»)
  - «Старые и новые пути в гомеровском вопросе» (ЖМНП, май, 1900).
- История религий:
  - «Рим и его религия» («Вестник Европы», 1903),
  - «Rom und seine Gottheit» (Мюнхен, 1903),
  - «Раннее христианство и римская философия» («Вопросы философии и психологии», 1903),
  - «Соперник христианства Гермес, трижды великий» («Вестник Европы», 1904),
  - «Hermes und die Hermetik» («Archiv für Religionswis senschaft», 1905).
- История идей и история античной культуры. Большая часть главным образом популярных статей в этой области объединена в сборнике «Из жизни идей» (т. I, Санкт-Петербург, 1905); ср. «Die Orestessage und die Rechtfertigungsidee» («Neue Jahrb. für das class. Alterthum», 1899, № 3 и 5) и «Antike Humanität» (ibid., 1898, 1 и 1902).
- Психология языка.
  - «Вильгельм Вундт и психология языка» («Вопросы философии и психологии», 1902).
- Сравнительная история литературы.
  - Ряд введений к переводам произведений Шиллера («Семела», «Орлеанская дева»), Шекспира («Комедия ошибок», «Перикл», «Антоний и Клеопатра», «Юлий Цезарь», «Венера и Адонис», «Лукреция») и Байрона («Гяур», «Абидосская невеста», «Осада Коринфа»), вышедшим под общей редакцией С. А. Венгерова.
  - К той же области относятся статьи «Мотив разлуки» (Овидий — Шекспир — Пушкин, «Вестник Европы», 1903) и «Die Tragoedie des Glaubens» («Neue Jahrb. für das class. Alterthum», 1901).
- В связи преподаванием в средних школах России им были составлены доклады, напечатанные в «Трудах комиссии по вопросу об улучшении средней школы»: «Образовательное значение античности» (т. VI) и «О внешкольном образовании» (там же, т. VII).

В популярном изложении те же мысли в защиту классического образования были изложены в публичных лекциях Зелинского, изданных под заглавием «Древний Мир и мы» (второе издание в сборнике «Из жизни идей», т. II). В связи с тем, что аудиторию первоначальных лекций составляли выпускники не только гимназий, но и реальных училищ, Зелинский взялся опровергнуть сложившиеся стереотипы и показать, что ценности классического образования вполне совместимы не только с основными принципами естественных наук, но даже с теорией эволюции. Книга стала интеллектуальным бестселлером и к 1911 г. была переведена на французский, английский, чешский и итальянский языки, а её немецкий перевод появился в третьем издании.
Отличительная черта всех перечисленных трудов Зелинского — блестящее соединение острого анализа и глубокого философского и психологического синтеза.
По мнению некоторых исследователей древнегреческого театра, в том числе В. Н. Ярхо и переводчика С. В. Шервинского, переводы Зелинского довольно далеки от оригинала (то же отмечал Н. П. Анциферов). В них, в частности, придавалась анахронистическая психологическая мотивация действий персонажей, что нередко искажало смысл происходящего.
Ф. Ф. Зелинский гордился своей причастностью к антиковедению, классической истории, что воспринимал и как особую честь, выпавшую на его долю, и как человеческое счастье.

### Культурологическая концепция
В концентрированном виде культурология Ф. Ф. Зелинского излагается в введении к «Истории античной культуры». С точки зрения учёного, все культурологические теории можно разделить на материалистические и идеологические. В основе концепции Ф. Ф. Зелинского лежит тезис о том, что науки о культуре (гуманитарные науки) являются отражением реального коллективного и индивидуального бытия людей. Основой бытия являются сознание, психология, дух. Именно сознание, человеческая психология, по мнению Ф. Ф. Зелинского, определяют структуру реальной жизни человека. Коллективная жизнь включает в себя язык, верования и нравы, индивидуальная жизнь включает также область науки и область искусства.
Культуру, возникающую в процессе взаимодействия людей друг с другом и с природой, Ф. Ф. Зелинский определяет как совокупность условий быта (бытия) людей. Структурно она делится на духовную (религия, нравственность, искусство, наука), материальную (пища, одежда, жилище, оружие), нравственно-экономическую (семья, род, сословие, профессиональные организации, государство). Решающее значение в освоении культуры учёный отводит образованию. Ф. Ф. Зелинский встраивает следующую систему наук о культуре: психология (основа основ всей системы), лингвистика, история религии, этика, история наук, история искусств.

## Издания
Ф. Ф. Зелинский является автором более 800 опубликованных работ, преимущественно на русском, польском, немецком, латинском языках.

### Переводы античных авторов
- Цицерон, Марк Туллий. Полн. собр. речей в двух томах. Т. 1. СПб., 1901 (второй том не вышел; полного академического издания Речей Цицерона в России нет до сих пор, двухтомник 1962 г. неполон).
- Овидий. Баллады-послания. — М., 1913.
- Софокл. Драмы. В 3 т. — М., 1914—1915; новое издание: М.: Наука, 1990 («Литературные памятники»).
- Тит Ливий. История Рима от основания города. Кн. XXI // Историки Рима. — М., 1970.

### Цикл «Из жизни идей»
- Зелинский Ф. Ф. Из жизни идей. — СПб., 1904. 4-е изд.: СПб.: Алетейя, 1995. — 464 с.
- Зелинский Ф. Ф. Древний мир и мы. — СПб., 1903. 4-е изд.: СПб.: Алетейя, 1997. — 416 с.
- Зелинский Ф. Ф. Соперники христианства. — СПб., 1907. 2-е изд.: СПб.: Алетейя, 1995. — 408 с.
- Зелинский Ф. Ф. Возрожденцы. — Пг., 1922. — 2-е изд.: СПб.: Алетейя, 1997. — 26 с.

### Цикл «Античный мир»
- Зелинский Ф. Ф. Античный мир. Т. 1: Эллада. Ч. 1: Сказочная древность. Вып. 1—3. — Пг., 1922—1923 = Сказочная древность Эллады. — М.: Московский рабочий, 1993. — 382 с.; М.-СПб.: Культура, 1994; М.: Директ-Медиа, 2014. 538 с.
- Зелинский Ф. Ф. Независимая Греция. — Варшава, 1933 (на польск. яз.; русского перевода нет).
- Зелинский Ф. Ф. Римская Республика. — Пб.: Алетейя, 2002 (оригинал: Варшава, 1935).
- Зелинский Ф. Ф. Римская Империя. — СПб.: Алетейя, 1999 (оригинал: Варшава, 1938).

### Цикл «Религии античного мира»
- Зелинский Ф. Ф. Древнегреческая религия. — Пг., 1918; Киев: Синто, 1993. — 128 с.; Paris, 1926; Oxford, 1926; История античных религий. — Ростов-на-Дону: Феникс, 2010 и др. изд.
- Зелинский Ф. Ф. Религия эллинизма. — Пг., 1922; Томск: Водолей, 1996. — 160 с.; М.: Директ-Медиа, 2014. — 169 с.
- Зелинский Ф. Ф. Эллинизм и иудаизм // Зелинский Ф. Ф. История античных религий. Т. I—III. — СПб.: Квадривиум, 2014. — 864 с. (I. Древнегреческая религия; II. Религия эллинизма; III. Эллинизм и иудаизм. — Пер. с польск. Ильи Бея) (оригинал: Варшава, 1927).
- Зелинский Ф. Ф. Религия республиканского Рима / История античных религий. Т. IV. — Пер. с польск. Ильи Бея. СПб.: Квадривиум, 2016. — 864 с. (оригинал: Варшава, 1933—1934, в 2 частях).
- Зелинский Ф. Ф. Религия Римской Империи / История античных религий. Т. V. Кн. 1 — Пер. с польск. Ильи Бея. — СПб.: Квадривиум, 2018. — 400 с.
- Зелинский Ф. Ф. Религия Римской Империи / История античных религий. Т. V. Кн. 2 — Пер. с польск. Ильи Бея. СПб.: Квадривиум, 2018. 560 с.
- Зелинский Ф. Ф. Античное христианство. — Торунь, 1999 (на польск. яз.; русского перевода нет).

### Прочие сочинения
- Zielinski T. Die Letzten Jahre des zweiten punischer Krieges.— Leipzig: Teubner[нем.], 1880; Aahen, 1985.
- Зелинский Ф. Ф. О синтагмах в древней греческой комедии. — СПб., 1883.
- Зелинский Ф. Ф. О дорийском и ионийском стилях в древней аттической комедии. — СПб., 1885.
- Zielinski T. Die Gliederung der altattischen Komoedie. — Leipzig: Teubner, 1885.
- Zielinski T. Die Marchenkomodie in Athen. — St. Petersburg, 1886.
- Zielinski T. Cicero im Wandel der Jahrunderte. — Leipzig: Teubner, 1897; Darmstadt, 1973 (всего вышло 6 изданий).
- Зелинский Ф. Ф. Tragodoumena. Исследования в области развития трагических мотивов. — Вып.1. — СПб., 1919.
- Zielinski T. Tragodumenon libri tres. — Krakow, 1925.
- Зелинский Ф. Ф. История античной культуры. — СПб.: Марс, 1995. — 384 с.
- Зелинский Ф. Ф. Иресиона: Аттические сказки. В 4-х выпусках. — Пг., 1921—1922; Аттические сказки. — СПб.: Алетейя, 2000. — 190 с.
- Зелинский Ф. Ф. Мифы трагической Эллады. — Минск: Вышэйшая школа, 1992. — 368 с. (вариант книги: Сказочная древность Эллады).
- Зелинский Ф. Ф. Автобиография // Древний мир и мы. Классическое наследие в Европе и России. Альманах. Вып. 4. — СПб.: Дмитрий Буланин, 2012. — С. 46—197.
- Zielinski T. Kultura i rewolucja: Publicystyka z lat 1917—1922. — Warszawa, 1999.
- Зелинский Ф. Ф. Софокл и его трагедийное творчество. — СПб.: Алетейя, 2017 («Новая античная библиотека»)